# Maasoglossum
Maasoglossum is een geslacht van schimmels behorend tot de familie Geoglossaceae. De typesoort is Maasoglossum verrucisporum.

## Soorten
Volgens Index Fungorum bevat het geslacht twee soorten (peildatum december 2021):
| Soortnaam                  | Auteur(s)                                | Publicatiejaar |
| -------------------------- | ---------------------------------------- | -------------- |
| Maasoglossum asaeptatum    | (Hakelier ex Nitare) Hustad & A.N. Mill. | 2015           |
| Maasoglossum verrucisporum | K.S. Thind & R. Sharma                   | 1985           |